# Посёлок Орудьевского торфобрикетного предприятия
Орудьевского торфобрикетного предприятия — посёлок сельского типа в Дмитровском городском округе Московской области. Население — 326 чел. (2010). До 2006 года посёлок входил в состав Орудьевского сельского округа. До 2004 года существовала узкоколейная железная дорога.

## Расположение
Посёлок расположен в центральной части района, примерно в 7 км севернее Дмитрова, фактически — северная окраина села Орудьево. В посёлке расположена железнодорожная платформа Орудьево Савёловского направления МЖД.

## Население
| 2002 | 2006 | 2010 |
| ---- | ---- | ---- |
| 421  | ↗423 | ↘326 |

## Узкоколейная железная дорога
Она была самой протежённой узкоколейкой в Дмитровском районе и одной из самых больших в Московской области.Максимальная её длина 47 км! Она начиналась от торфобрикетного завода возле станции Орудьево. Через 1,5 километра была развилка: основной путь вёл в сторону посёлка Дядьково, по рассказам местных жителей, там был разъезд, затем в Надеждино, далее шёл на север параллельно каналу имени Москвы к торфяному участку №7. Другой путь, поворачивал на восток, пересекал под мостом вместе с рекой Кухолка перегон Орудьево-Вербилки, затем снова делился надвое: один путь шёл на северо-восток в сторону деревни Облетово, другой - на юго-восток в сторону посёлка Непейно.
Вероятно, существовала ещё одна ветка, которая шла параллельно основному пути и обеспечивала транспортировку торфа с южных участков. В 2000 году на её месте виднелись шпалы.
До постройки канала имени Москвы, Орудьевская УЖД составляла единую сеть с Мельчевской узкоколейкой, общая длина достигала 47,5 километров